# Süßer Winkel
Süßer Winkel ist eine Einöde bei Eberhardzell im Landkreis Biberach in Oberschwaben, die bereits vor 1892 erwähnt wurde.

## Lage
Die Einöde Süßer Winkel befindet sich in unmittelbarer Nähe zum Holzweiher, dessen südliches Ufer etwa 250 Meter nördlich liegt. Das Biotop Holzweiher O Füramoos ist rund 250 Meter nördlich.
Das nördlichste Gebäude des Süßen Winkels liegt innerhalb des Landschaftsschutzgebietes Holzmühlenweiher.
Geografisch ist der Süße Winkel etwa 1,2 Kilometer östlich von Füramoos gelegen. Die Entfernung zu Ellwangen beträgt ca. 2,7 Kilometer in südöstlicher Richtung, während Eberhardzell etwa 6 Kilometer westlich liegt.
Hydrologisch liegt Süßer Winkel im Gewässereinzugsgebiet der Rottum, welche über die Westernach und die Donau in das Schwarze Meer entwässert.
Naturräumlich liegt die Einöde auf den Riß-Aitrach-Platten (Naturraum-Nr. 41), die Teil der Großlandschaft Donau-Iller-Lech-Platte (Großlandschaft-Nr. 4) ist.

## Verkehrsanbindung
Süße Winkel liegt direkt an der Landesstraße L 305. Diese verbindet Füramoos und Weiherhaus im Osten mit der L 265 im Westen. Die L 265 wiederum führt nach Norden in Richtung Bellamont und nach Süden nach Ellwangen.

### Radverkehr
Die Einöde Süßer Winkel ist nicht direkt an das Radnetz Baden-Württemberg angeschlossen. Die nächste Anbindung für Radfahrer befindet sich etwa 1 Kilometer westlich über die L 305 bei Weiherhaus, kurz vor Füramoos.

## Trivia
Süßer Winkel liegt auf dem Gewann Beim Holzweiher, das Gewann Süßer Winkel liegt ca. 250 m nördlich von der Einöde Süßer Winkel.